# Јелена Трпковић
Јелена Трпковић (Београд, 1952) српска је ликовна уметница. Студирала је и диломирала на Факултету ликовних уметности у Београду у класи проф. Стојана Ћелића. Од 1977. Чланица је УЛУС-а. Магистрирала на постдипломским студијама Факултете ликовних уметности у Београду у класи проф. Стојана Ћелића 1978. године.

## Младост
Јелена Трпковић је била активна још од студентских дана. За време студија на ФЛУ, 1973. је покренула демонстрације, против сече дрвећа у Здравка Челара. Већа група студената је у знак протеста ишла кроз град, носећи плакате са дрвећем које плаче. Током шетње београдским улицама, људи им се придруживали. Циљ протеста био је да се спречи уништавање зелених површина у Београду. То је могуће први зелени протест у Беогаду.

## Антиратни активизам
Јелена Трпковић је од 1980. живела у Дубровнику са књижевником Миланом Милишићем. Крајем 1980-их била је ангажована у одбрани Милана Милишића, који је суђен за узнемиравање јавности “речима и мишљу”.  Била је део одбора за заштиту уметничког стваралаштва.
Године 1989. укључила се у рад УЈДИ-ја.
После погибије Милана Милишића у гранатирању Дубровника од стране ЈНА 5. октобра 1991. године, прешла је привремено у Београд. Ту се активно укључила у антиратни покрет који се тада рађао у Београду. Учествовала је у оснивању и раду Цивилног покрета отпора, чији су чланови поред ње били Никола Баровић, Биљана Јовановић, Примож Беблер, Горан Цветковић, Емир Гељо, Наташа Кандић. Прва и најпамтљивија акција ЦПО било је “Паљење свећа”, а учествовали су и у свим другим већим акцијама, попут “Црног флора”, “Последњег звона”. Јелена Трпковић је учествовала и у студентским протестима 1992. (када је излагала радове на Филозофском факултету у оквиру студентских протеста). Учествoвала је у организовању и допреми хране студентима на Филолошком факултету у данима протеста.
Протествовала је заједно са другим активистима у Хртковцима ( тада преименованим у Србиславци) против шиканирања, убиства и принудног исељавања несрпског становништва од стране СРС и В. Шешеља.
Учестовала је у раду Београдског круга.
Била је чланица СДУ од оснивања.

## Уметничко стваралаштво
Јелена Трпковић је излагала на многим колективним изложбама у земљи и иностранству.
Дела Јелене Трпковић се налазе у збиркама Музеја савремене уметности у Београду, Музеја примењених уметности у Београду, Народном музеју у Крушевцу, Музеју Цептер у Београду, Збирка Министарство културе Београд, Кабинет цртежа  Академије уметности у Новом Саду, Збирка Културног центра Београд, Збирка Ерланда Јозефсона, Шведска, Завичајни музеј Горњег Милановца, Збирка Шуматовачка, Београд и у многим приватним колекцијама у земљи и иностранству.
У Дубровнику радила као технички уредник омаладинског часописа Лаус.
Радила је опрему књига и часописа.

### Самосталне изложбе
- 1978. – Изложба слика, Галерија Коларчевог народног универзитета, Београд
- 1985. – Изложба колажа, Галерија Дома омладине, Београд
- 1985. – Изложба колажа, Галерија  Сесаме , Дубровник
- 1990. – Изложба колажа, Галерија Будо Томовић, Титоград
- 1991. – Изложба колажа, Галерија Дома писаца, Сарајево
- 1992. – Изложба колажа, Салон Музеја савремене уметности, Београд
- 1992. – Изложба колажа, Мали ликовни салон, Нови Сад
- 1994. – Изложба цртежа у хотелској соби бр. 611,  Хотел Путник, Љубљана, Словенија
- 1995. – Изложба колажа  За Надежду Мандељштам, Књижара  Плави јахач Београд
- 1998. – Изложба цртежа и слика, Галерија  Хаос Београд
- 2000. – Изложба колажа, Галерија УЛУС-а, Београд
- 2003. – Изложба  Боје у тексту, Галерија  Звоно  Београд
- 2005. –  Изложба слика Библиотека, Галерија Културног центра Београд
- 2005. – Изложба колажа, Галерија културног центра, Нови Сад
- 2006. – Изложба слика Библиотека, Мали ликовни салон, Нови Сад
- 2009. –  Изложба колажа, Блок галлерy, Нови Београд
- 2011. – Награђени 2009 (9. бијенале цртежа и мале пластике), Јелена Трпковић, Вера Станарчевић, Љубомир Вучинић, Галерија УЛУС-а, Београд
- 2011. – Изложба Асортиман, Галерија УЛУС, Београд
- 2018.  – Банкет, Галерија О30не, Београд
- 2019. – Пред вама стоје само мушкарци, Галерија Културног центра, Београд
- 2019. – Рани и зрели радови, Уметничка галерија Крушевац
- 2020. – Саучесници у преплету времена. Продајна галерија Београд (Са Ж. Бјелицом)

### Награде
- 1977. – Откупна награда 18. октобарског салона
- 1992. – Изложба месеца Студија Б
- 2000. – Награда из Фонда Иван Табаковића САНУ
- 2000. –  Награда Музеја примењене уметности на 41. Октобарском салону
- 2009. – Награда на изложби Цртеж и ситна пластика, Цвијета Зузорић